# Agrotis angustipennis
Agrotis angustipennis là một loài bướm đêm trong họ Noctuidae.